# Walerij Korobkin
Walerij Aleksandrowicz Korobkin (ur. 2 lipca 1984 w Wołgogradzie) – kazachski piłkarz rosyjskiego pochodzenia, grający na pozycji pomocnika.

## Kariera klubowa
Korobkin jest wychowankiem rosyjskiego klubu Rotor Wołgograd, grał jednak w tym klubie jedynie w drugim zespole. Przez wiele lat reprezentował zespoły z niższych rosyjskich lig, głównie drugiej i trzeciej. Był graczem takich zespołów jak Torpedo Wołżski, dwukrotnie Mietałłurg Krasnojarsk, SKA Rostów nad Donem czy Salut-Eniergija Biełgorod. W 2012 roku wyjechał do Kazachstanu. Przez dwa lata występował w FK Astana, a na początku 2014 roku przeniósł się do FK Aktöbe.

## Kariera reprezentacyjna
W reprezentacji Kazachstanu zadebiutował 12 października 2012 roku w meczu eliminacji mistrzostw świata przeciwko Austrii. Na boisku przebywał przez pełne 90 minut
| Mecze i gole w reprezentacji | Mecze i gole w reprezentacji | Mecze i gole w reprezentacji | Mecze i gole w reprezentacji | Mecze i gole w reprezentacji | Mecze i gole w reprezentacji | Mecze i gole w reprezentacji |
| #                            | Data                         | Stadion                      | Rywal                        | Wynik                        | Gol                          | Rozgrywki                    |
| 2012                         | 2012                         | 2012                         | 2012                         | 2012                         | 2012                         | 2012                         |
| ---------------------------- | ---------------------------- | ---------------------------- | ---------------------------- | ---------------------------- | ---------------------------- | ---------------------------- |
| 1.                           | 12.10.2012                   | Astana, Kazachstan           | Austria                      | 0:0                          | 0                            | El. MŚ 2014                  |
| 2.                           | 16.10.2012                   | Wiedeń, Austria              | Austria                      | 0:4                          | 0                            | El. MŚ 2014                  |
| 2013                         |                              |                              |                              |                              |                              |                              |
| 3.                           | 22.03.2013                   | Astana, Kazachstan           | Niemcy                       | 0:3                          | 0                            | El. MŚ 2014                  |
| 4.                           | 26.03.2013                   | Norymberga, Niemcy           | Niemcy                       | 1:4                          | 0                            | El. MŚ 2014                  |
| 5.                           | 04.06.2013                   | Ałmaty, Kazachstan           | Bułgaria                     | 1:2                          | 0                            | towarzyski                   |
| 6.                           | 14.08.2013                   | Astana, Kazachstan           | Gruzja                       | 1:0                          | 0                            | towarzyski                   |
| 7.                           | 06.09.2013                   | Astana, Kazachstan           | Wyspy Owcze                  | 2:1                          | 0                            | El. MŚ 2014                  |
| 8.                           | 10.09.2013                   | Astana, Kazachstan           | Szwecja                      | 0:1                          | 0                            | El. MŚ 2014                  |
| 9.                           | 11.10.2013                   | Thorshavn, Wyspy Owcze       | Wyspy Owcze                  | 1:1                          | 0                            | El. MŚ 2014                  |
| 10.                          | 15.10.2013                   | Dublin, Irlandia             | Irlandia                     | 1:3                          | 0                            | El. MŚ 2014                  |
| 2014                         |                              |                              |                              |                              |                              |                              |
| 11.                          | 05.03.2014                   | Antalya, Turcja              | Litwa                        | 1:1                          | 0                            | towarzyski                   |
| 12.                          | 07.06.2014                   | Budapeszt, Węgry             | Węgry                        | 0:3                          | 0                            | towarzyski                   |

## Sukcesy
Astana
- Puchar Kazachstanu: 2012